# Hyphessobrycon herbertaxelrodi
Hyphessobrycon herbertaxelrodi è un pesce d'acqua dolce appartenente alla famiglia Characidae.

## Distribuzione e habitat
Questa specie è originaria del bacino del Paraguay, nel sud del Brasile.

## Descrizione
La forma è tipica del caracide allungato: ha corpo snello, compresso ai fianchi, profili dorsale e ventrale convessi, pinna dorsale alta, ventrale alta all'inizio, pettorali ovali e ventrali corte. La livrea è semplice ed elegante: sul corpo grigio olivastro con riflessi bronzei si presentano due linee orizzontali: quella superiore bianca iridescente, quella inferiore nero velluto. La parte superiore dell'iride è giallo-rossiccia. Le pinne sono trasparenti, orlate di grigio chiaro con riflessi metallici. 

Raggiunge una lunghezza massima di 3,5 cm.

## Comportamento
È un pesce pacifico che in natura vive in gruppi molto numerosi.

## Riproduzione
Depone le uova nella corrente, che si schiudono dopo 24-30 ore dalla fecondazione.

## Alimentazione
H. herbertaxelrodi ha dieta onnivora: si nutre di vermi, piccoli invertebrati e materia vegetale.